# L'Épée des tempêtes
L'Épée des tempêtes est le second roman de la trilogie des Héros des romans Lancedragon. Il a été écrit en 1988 par Nancy Varian Berberick qui a également écrit des petites histoires de Lancedragon pour le magazine Dragon. L’histoire utilise l’univers du jeu de rôle Donjons et Dragons.
Ce roman raconte un épisode de l'histoire de Lancedragon, avec une distrution de nains, un ménestrel, et un kender.

## Résumé
L'Épée des tempêtes rapporte la quête du nain Stanach à retrouver la puissante épée des tempêtes. L'épée des tempêtes est une épee de roi, une lame créée pour faciliter le conseil des thanes à nommer un nouveau roi à Thorbardin.
Malheureusement, l'épée est volée, et lorsque cela arrive, un seul nain est assez courageux pour partir à sa recherche.
Stanach est un orphelin. Il a grandi comme n'importe quel autre nain, à la différence qui a été assez chanceux pour apprendre les bases pour devenir forgeron. Sans l'épée, son professeur est dépressif, et même fou. Stanach entreprend de trouver la lame aussi bien pour son professeur que pour la restaurer.
Dans un premier temps, il rencontre Lavim, un banal Kender. Ils voyagent ensemble, rejoins ensuite par Kelida l'humaine et par Tyorl le ranger elf. Après avoir pris des mauvaises routes, s'être battus, et avoir eu de la malchance, ils arrivent enfin à ramener l'épée à Thorbardin, où le thane Theiwar essaye de tuer Hornfel, le thane Hylar, afin de gagner le pouvoir sur les autres thanes, et ainsi régner.
Après un long combat, le thane Theiwar est tué, et l'épée des tempêtes est restauré à sa place originale. Tyorl est mortellement touché pendant le combat, et il meurt. En marque d'honneur, son corps est autorisé à être enterré dans le jardin des thanes (un grand honneur pour les nains, et encore plus pour un elf).